# Délicate Gravité
Pour plus de détails, voir Fiche technique et Distribution.
Délicate Gravité est un moyen métrage français écrit et réalisé par Philippe André, sorti en 2013.
Il a remporté le Grand Prix du Festival de Palm Springs 2013 et le Prix du Festival et Meilleur Film étranger au Festival de Nevada City 2013, Prix du Public au Bermuda Festival International du Film 2014, ce qui lui a valu d'être éligible pour concourir à l'Oscar du meilleur Court Métrage. Il a été en sélection dans l'édition 2013 du Festival Unifrance Le Cinéma français aujourd'hui en Russie.

## Synopsis
Paul reçoit sur son téléphone le message de Claire et comprend entre ses mots qu'elle risque de se suicider. Claire laisse le numéro d'une chambre d’hôtel, là où ils ont l’habitude de se retrouver. Mais Paul ne connaît pas Claire. C’est un message laissé par erreur. Paul va à la rencontre et à l’écoute de cette inconnue.

## Fiche technique
- Titre : Délicate Gravité
- Réalisation : Philippe André
- Scénario : Philippe André et Daniel Hainey
- Producteur : Patrick Barbier (Wanda Films)
- Directeur de production : Patrick Salama
- Directeur de la photographie : David Ungaro
- Chef décorateur : Gwendal Bescond
- Costumes : Sandrine Weill
- Musiques : Johann Johannsson, Chromatics, The XX
- Société de Production : Wanda Films
- Distributeur : Jean Charles Mille (Premium Films)
- Pays d'origine :  France
- Genre : drame
- Format : couleur, DCP, 1.85 :1
- Durée : 30 minutes.

## Distribution
- Yvan Attal : Paul
- Anne Parillaud : Claire
- Jade Phan-Gia : La serveuse
- Grégoire Bonnet : L'homme dans le hall
- Tadrina Hocking : La réceptionniste au téléphone

## Bande originale
Pour Délicate Gravité, Philippe André a choisi plusieurs extraits musicaux :
- Jóhann Jóhannsson : Fordlandia : 1 min 37 s - 3 min 09 s , 2 min 13 s
- Jóhann Jóhannsson : Joi & Karen : 1 min 24 s
- Chromatics : Broken Mirrors : 49
- The XX : Fantasy : 1 min 11 s

## Distinctions

### Récompenses
- Grand Prix du Festival international de Palm Springs Short Fest 2013 USA
- Grand Prix et Meilleur film étranger au Festival de Nevada City 2013 USA
- Prix du Public au Festival International du Film des Bermudes 2014 (Bermuda International Film Festival) USA

### Sélections
- Cannes Short Film Corner 2013
- Flickers Rhodes Island International Film festival 2013
- The Portobello Film Festival 2013
- The Bermuda International Film Festival 2014
- Newport Beach Film Festival 2014
- 37th Portland International Film festival 2014
- New York City Film Festival 2014